# Corinne Dacla
 (juin 2017).
Si vous disposez d'ouvrages ou d'articles de référence ou si vous connaissez des sites web de qualité traitant du thème abordé ici, merci de compléter l'article en donnant les références utiles à sa vérifiabilité et en les liant à la section « Notes et références ».
Corinne Dacla est une actrice française née le 12 janvier 1963 à Paris 16e.

## Biographie
Son père, François Dacla, était éditeur de musique d'Yves Simon dans les années 1970, et ce dernier avait été sollicité par la réalisatrice Diane Kurys pour composer la musique du film Diabolo menthe qui devait être tourné en 1977. Postérieurement, Diane Kurys lui demanda de composer une chanson pour accompagner le générique de fin. Yves Simon n'était pas inspiré jusqu'au jour où il reçut la lettre d'une jeune fille (elle écrivit avoir 16 ans), qui était une déclaration d'amour. Yves Simon, qui avait 32 ans, fut troublé, mais c'est le papier utilisé : une feuille de classeur scolaire, qui lui apporta l'inspiration pour les paroles de la chanson. Il l'écrivit en une demi-heure, dans sa loge, lors d'un concert à Sarrebruck. La collégienne à l'origine de cette lettre était Corinne Dacla qui obtint de plus, à 14 ans, le rôle de Pascale dans le film. Sa description, lors d'un cours d'histoire, des événements du métro Charonne, le 8 février 1962, est particulièrement marquante.
Elle apparait ensuite dans divers films, comme Les Misérables réalisé par Robert Hossein en 1982, où elle tient le rôle d'Azelma, et Rue barbare de Gilles Béhat en 1984. Elle met un terme à sa carrière d'actrice dans les années 2000. En 1987, elle signe les paroles de Combien de temps, premier grand succès de Stephan Eicher avec qui elle a une idylle. La même année, elle s'essaie, sans vrai succès, à la chanson avec le titre : Je suis pour (ce que tu me fais),.
En 2009, elle ouvre une librairie pour enfants dans le 18e arrondissement de Paris.

## Filmographie

### Cinéma
- 1977 : Diabolo menthe de Diane Kurys : Pascale Carimil
- 1979 : L'école est finie d'Olivier Nolin : Nathalie Thuillier
- 1981 : Cargo de Serge Dubor : Louise
- 1982 : Le Grand Frère de Francis Girod : La femme de Gérard
- 1982 :  Les Misérables de Robert Hossein : Azelma
- 1982 :  Enigma de Jeannot Szwarc
- 1984 : Rue barbare de Gilles Béhat : Édith Chetman
- 1986 : Désordre d'Olivier Assayas : Cora
- 1986 : La Puritaine de Jacques Doillon : L'oreille de Manon
- 1986 : Héroïne (Captive) de Paul Mayersberg : Bryony
- 1989 : L'Union sacrée d'Alexandre Arcady : Lisa Vernier
- 1992 : Mémento (court métrage) de Jean-Max Peteau
- 2000 : Mamirolle de Brigitte Coscas : La doctoresse
- 2000 :  L'Envol de Steve Suissa : Marthe

### Télévision
- 1982 : Médecins de nuit de Jean-Pierre Prévost (Série TV) : La maîtresse de Patrick
- 1987 : Série Noire (épisode Le Manteau de Saint-Martin)  de Gilles Béhat (Série TV) : Agnès
- 1987 :  Les Enquêtes du commissaire Maigret de Gilles Katz (Série TV) : Martine Guilloux
- 1988 : Piece of Cake (Série TV) : Nicole
- 1989 : Maria Vandamme de Jacques Ertaud (Série TV) : Maria Vandamme
- 1989 : Screen One (Série TV) : Anna
- 1989 : Un Français libre (Série TV) : Madeleine Bonnet
- 1990 : Una prova d'innocenza (Téléfilm) : Rita
- 1992 : Haute tension de François Luciani (Série TV) : Valérie
- 1992 : La grande collection (Série TV) : Marthe
- 1992 : Sabine j'imagine (Téléfilm) : Patricia
- 1992 : La Mafia 7 - Enquête sur la mort du commissaire Cattani (Série TV) : Martina Ferrari
- 1993 : L'homme dans la nuit (Téléfilm) : Françoise
- 1995-2000 : L'Avocate (Série TV) : Laura Morelli
- 1996 : Tresko - Amigo Affäre (Série TV) : Pamela Lacroix
- 2001 : Central nuit (Série TV) : Dr. Castellani
- 2002 : Avocats et Associés de Christian Bonnet (Série TV) : Françoise
- 2003 : Les Cordier, juge et flic de Jean-Marc Seban (Série TV) : Sylviane Brémont
- 2003 :  Julie Lescaut de Bernard Uzan (Série TV) : Marion

## Théâtre
- 1984 : La Dernière Classe de Brian Friel, mise en scène Jean-Claude Amyl, Théâtre des Mathurins
- 1990 : Un œil plus bleu que l'autre d'Evelyne Grandjean, mise en scène Annick Blancheteau, Théâtre de la Gaîté-Montparnasse
- 1992 : Les Bas Fonds de Maxime Gorki, mise en scène Robert Hossein